# Roma in Servië
Met Roma in Servië (Servisch: Роми у Србији, Romi u Srbiji) worden etnische Roma in Servië of Serviërs van Romani afkomst aangeduid. In Servië worden de Roma meestal Cigani genoemd (Цигани), een exoniem dat voor sommige Roma als pejoratief geldt. Het endoniem voor Roma is Romi (Роми). 

## Demografie
In de Servische volkstelling (exclusief Kosovo) van 2011 werden 147.604 personen geregistreerd die zichzelf als etnische Roma identificeerden (oftewel 2,05% van de Servische bevolking). Van deze 147.604 Roma leefden er vervolgens 105.213 in Centraal-Servië (waarvan 27.325 in Belgrado), terwijl er in Vojvodina zo'n 42.391 Roma werden geregistreerd.
De Roma zijn de jongste bevolkingsgroep in Servië. Van de 147.604 Roma waren er 55.838 kinderen tussen de 0 en 17 jaar oud (37,7% van alle Roma). In totaal was 41% van de Roma 19 jaar of jonger.

### Vojvodina

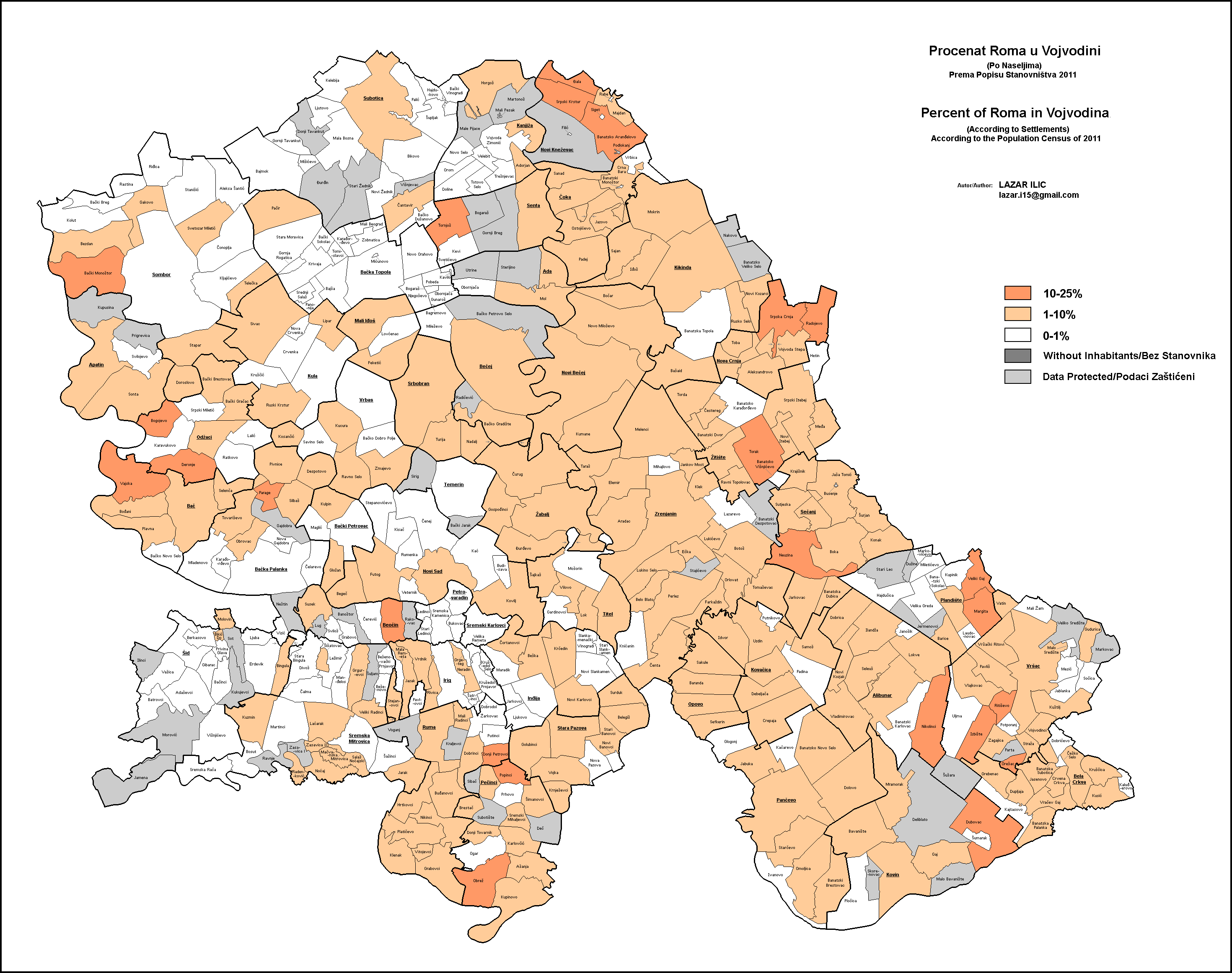
Verspreiding van de Roma in Vojvodina (2011)

Volgens de volkstelling van 2011 woonden er 42.391 Roma in Vojvodina, die aldaar 2,19% van de bevolking vormden. Het aantal Roma is tussen 2002 en 2011 met bijna 46% gestegen. Het Romani is geen officiële taal in Vojvodina, maar er zijn televisieprogramma's en andere publicaties in deze taal aanwezig.
| Ontwikkeling van het aantal Roma in Vojvodina tussen 1948 en 2022 |
| ----------------------------------------------------------------- |
|                                                                   |
| ■ Volkstellingen                                                  |

De hoogste concentratie van Roma is in de gemeenten Nova Crnja (6,83%), gevolgd door Beocin (6,51%) en Novi Kneževac (5,04%). Er zijn geen nederzettingen (steden, dorpen) met een Roma-meerderheid in Vojvodina, maar wel zijn er enkele buurten en voorsteden rondom Novi Sad en Pančevo met aanzienlijke aantallen Roma. De gemiddelde leeftijd van de Romabevolking in Vojvodina is 26 jaar.
| Etnische groep     | VT 2002 | VT 2002 | VT 2011 | VT 2011 |
| Etnische groep     | Aantal  | %       | Aantal  | %       |
| ------------------ | ------- | ------- | ------- | ------- |
| Zuid-Bačka         | 6.053   | 1,02%   | 10.482  | 1,70%   |
| West-Bačka         | 1.941   | 0,91%   | 3.018   | 1,60%   |
| Noord-Bačka        | 1.680   | 0,84%   | 3.342   | 1,79%   |
| Noord-Banaat       | 3.944   | 2,37%   | 4.769   | 3,23%   |
| Centraal-Banaat    | 5.682   | 2,72%   | 7.267   | 3,87%   |
| Zuid-Banaat        | 6.268   | 1,99%   | 8.025   | 2,73%   |
| Srem               | 3.489   | 1,04%   | 5.488   | 1,76%   |
| Vojvodina (totaal) | 29.057  | 1,43%   | 42.391  | 2,19%   |

## Taal

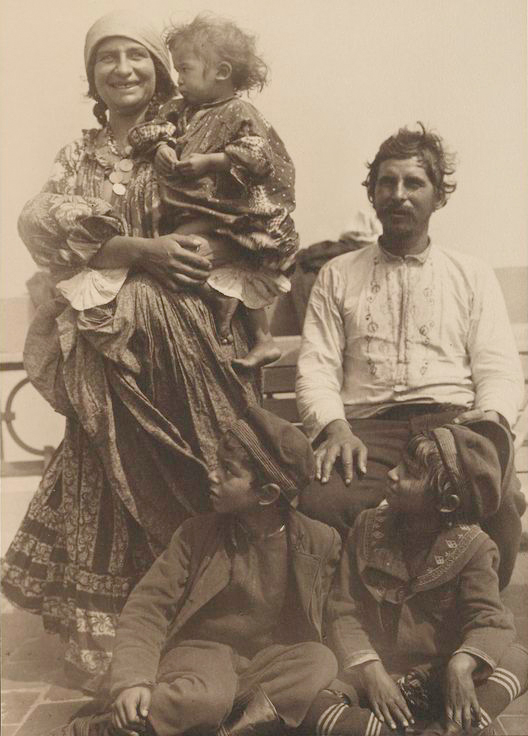
Een zigeunergezin uit Servië (1905)

In 2011 werd het Romani door 100.688 personen gesproken, oftewel 1,4% van de Servische bevolking. Van de 147.604 Roma spraken 98.872 het Romani als moedertaal (67%). Radio Televizija Vojvodine zendt dagelijks een televisieprogramma in het Romani uit.

## Religie
Volgens de volkstelling van 2011 zijn de meeste Roma in Servië christelijk (62,7%). Een meerderheid behoort tot de Servisch-Orthodoxe Kerk (55,9%), gevolgd door katholieken (3,3%) en leden van de verschillende denominaties van het protestantisme (3,5%). Verder is er een aanzienlijke moslimminderheid onder de Roma in Servië. In 2011 vormden moslims ongeveer 24,8% van de Romabevolking. De rest van de Roma specificeerden hun religieuze overtuiging niet of hadden geen religieuze overtuiging.

## Onderwijs
Het opleidingsniveau van de Roma is aanzienlijk lager vergeleken met de rest van de Servische bevolking. In totaal heeft 87% van de Roma-bevolking in Servië helemaal geen of maximaal basisonderwijs genoten, terwijl minder dan 1% van een universitaire opleiding heeft genoten.